# Циранг (дзонгхаг)
Циранг; также Чиранг (Chirang, дзонг-кэ རྩི་རང་རྫོང་ཁག་) — дзонгхаг в Бутане, относится к центральному дзонгдэю. Административный центр — Дампху.
Район не выходит к границе с Индией (Ассамом), а отделяется узкой полосой, принадлежащей дзонгхагу Сарпанг. С ассамской стороны находится имеющий то же название округ Чиранг Территориального Объединения Бодоланд, который некогда входил в состав Бутана.

## Административное деление
В состав дзонгхага входят 12 гевогов:

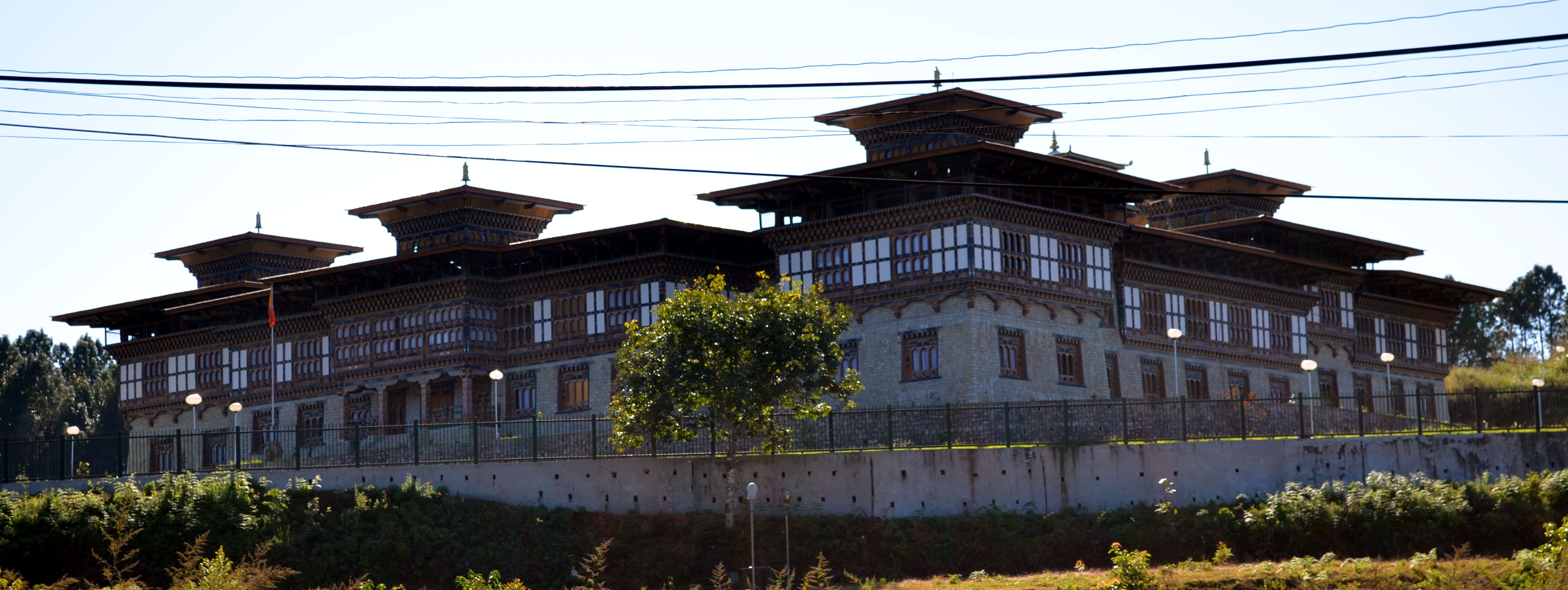
Циранг-дзонг в Дампху

- Баршонг
- Госерлинг
- Дунглаганг
- Кикхортханг
- Мендрелганг
- Пацхалинг
- Пхутенчху
- Рангтханглинг
- Семджонг
- Сергитханг[англ.]
- Цхолингкхар
- Цирангто